# Podocarpus
Genre
Classification phylogénétique
Podocarpus est un genre d'arbres de la famille des Podocarpaceae (Conifères) composé d'une centaine d'espèces, originaires des régions tempérées et chaudes d'Extrême-Orient, d'Afrique, d'Amérique et d'Australasie.

## Caractéristiques générales
Les Podocarpus sont des arbustes ou des arbres de 1 à 25 m de haut, généralement à feuillage persistant.
Les feuilles sont linéaires, étroites, plus ou moins allongées (de 0,5 à 15  cm), munies d'une nervure principale bien individualisée. Chez certaines espèces elles sont arquées en faucilles. 
Elles sont disposées en spirale sur les rameaux, parfois sur deux rangs opposés (rappelant les feuilles de l'if).
Les fleurs mâles (produisant le pollen) sont des cônes de 5 à 20 mm de long, souvent groupés en forme d'épis ou de faisceaux.
Les fruits sont des cônes charnus ovoïdes semblables à des drupes, ils sont formés par la coalescence de 2 à 5 écailles dont généralement une, rarement deux, est fertile avec une seule graine apicale. Le pédoncule également charnu a l'apparence d'un pied souvent de couleur vive à maturité. Il est comestible. 
Les cônes sont consommés par les oiseaux qui contribuent ainsi à la dispersion des graines.

## Aire de répartition
- Afrique centrale (Cameroun, république démocratique du Congo, Nigeria), orientale (Kenya, Tanzanie) et australe (Afrique du Sud, Malawi)
- Amérique du Sud (Argentine, Chili) et Amérique centrale (Mexique, Honduras, Costa Rica, Venezuela)
- Asie (Chine, Inde, Népal, Laos, Thaïlande, Indonésie)
- Australasie : Australie (Nouvelle-Galles du Sud, Tasmanie), Nouvelle-Zélande

## Liste d'espèces
Selon World Checklist of Selected Plant Families (WCSP) (22 oct. 2012) :
- Podocarpus acuminatus de Laub. (1992)
- Podocarpus acutifolius Kirk (1884)
- Podocarpus affinis Seem. (1868)
- Podocarpus angustifolius Griseb. (1866)
- Podocarpus aracensis de Laub. & Silba (1988)
- Podocarpus archboldii N.E.Gray (1958)
- Podocarpus atjehensis (Wasscher) de Laub. (1984)
- Podocarpus borneensis de Laub. (1985)
- Podocarpus bracteatus Blume (1827)
- Podocarpus brasiliensis de Laub. (1982)
- Podocarpus brassii Pilg. (1937)
- Podocarpus brevifolius (Stapf) Foxw., Philipp. J. Sci. (1911)
- Podocarpus buchii Urb. (1924)
- Podocarpus capuronii de Laub., Adansonia, n.s. (1971 publ. 1972)
- Podocarpus celatus de Laub. (1982)
- Podocarpus chingianus S.Y.Hu (1964)
- Podocarpus confertus de Laub. (1985)
- Podocarpus coriaceus Rich. & A.Rich. (1826)
- Podocarpus costalis C.Presl (1851)
- Podocarpus costaricensis de Laub. (1990 publ. 1991)
- Podocarpus crassigemmis de Laub. (1980)
- Podocarpus cunninghamii Colenso, Mem. Nat. Hist. Reg. Buahine Mt. Range (1884)
- Podocarpus decumbens N.E.Gray (1955)
- Podocarpus deflexus Ridl. (1925)
- Podocarpus dispermus C.T.White (1933)
- Podocarpus drouynianus F.Muell. (1864)
- Podocarpus ekmanii Urb. (1922)
- Podocarpus elatus R.Br. ex Endl. (1847)
- Podocarpus elongatus (Aiton) L'Hér. ex Pers. (1807)
- Podocarpus fasciculus de Laub. (1985)
- Podocarpus gibbsiae N.E.Gray (1958)
- Podocarpus glaucus Foxw., Philipp. J. Sci. (1907)
- Podocarpus globulus de Laub. (1985)
- Podocarpus glomeratus D.Don (1824)
- Podocarpus gnidioides Carrière, Traité Gén. Conif. (1867)
- Podocarpus grayae de Laub. (1985)
- Podocarpus guatemalensis Standl. (1924)
- Podocarpus henkelii Stapf ex Dallim. & B.D.Jacks. (1923)
- Podocarpus hispaniolensis de Laub. (1984)
- Podocarpus humbertii de Laub., Adansonia, n.s. (1971 publ. 1972)
- Podocarpus insularis de Laub. (1985)
- Podocarpus lambertii Klotzsch ex Endl. (1847)
- Podocarpus latifolius (Thunb.) R.Br. ex Mirb. (1825)
- Podocarpus laubenfelsii Tiong (1984)
- Podocarpus lawrencei Hook.f. (1845)
- Podocarpus ledermannii Pilg. (1916)
- Podocarpus levis de Laub. (1978)
- Podocarpus × loderi Cockayne (1932)
- Podocarpus longifoliolatus Pilg. (1903)
- Podocarpus lophatus de Laub. (1978)
- Podocarpus lucienii de Laub. (1960)
- Podocarpus macrocarpus de Laub. (1978)
- Podocarpus macrophyllus (Thunb.) Sweet (1818)
- Podocarpus madagascariensis Baker, J. Linn. Soc. (1885)
- Podocarpus magnifolius J.Buchholz & N.E.Gray (1948)
- Podocarpus matudae Lundell (1937)
- Podocarpus micropedunculatus de Laub. (1985)
- Podocarpus milanjianus Rendle, Trans. Linn. Soc. London (1894)
- Podocarpus nakaii Hayata (1916)
- Podocarpus neriifolius D.Don (1824)
- Podocarpus nivalis Hook. (1843)
- Podocarpus novae-caledoniae Vieill. ex Brongn. & Gris, Ann. Sci. Nat. (1866)
- Podocarpus nubigenus Lindl. (1851)
- Podocarpus oleifolius D.Don (1824)
- Podocarpus palawanensis de Laub. & Silba (1988)
- Podocarpus pallidus N.E.Gray (1959)
- Podocarpus parlatorei Pilg. (1903)
- Podocarpus pendulifolius J.Buchholz & N.E.Gray (1948)
- Podocarpus perrieri Gaussen & Woltz (1975)
- Podocarpus pilgeri Foxw., Philipp. J. Sci. (1907)
- Podocarpus polyspermus de Laub. (1972)
- Podocarpus polystachyus R.Br. ex Endl. (1847)
- Podocarpus pseudobracteatus de Laub. (1980)
- Podocarpus purdieanus Hook. (1844)
- Podocarpus ramosii R.R.Mill (2006)
- Podocarpus ridleyi (Wasscher) N.E.Gray (1958)
- Podocarpus roraimae Pilg. (1913)
- Podocarpus rostratus J.Laurent (1915)
- Podocarpus rubens de Laub. (1985)
- Podocarpus rumphii Blume (1847 publ. 1849)
- Podocarpus rusbyi J.Buchholz & N.E.Gray (1948)
- Podocarpus salicifolius Klotzsch & H.Karst. ex Endl. (1847)
- Podocarpus salignus D.Don (1824)
- Podocarpus salomoniensis Wasscher (1941)
- Podocarpus sellowii Klotzsch ex Endl. (1847)
- Podocarpus smithii de Laub. (1985)
- Podocarpus spathoides de Laub. (1985)
- Podocarpus spinulosus (Sm.) R.Br. ex Mirb. (1825)
- Podocarpus sprucei Parl. (1868)
- Podocarpus steyermarkii J.Buchholz & N.E.Gray (1948)
- Podocarpus subtropicalis de Laub. (1985)
- Podocarpus sylvestris J.Buchholz (1949)
- Podocarpus tepuiensis J.Buchholz & N.E.Gray (1948)
- Podocarpus teysmannii Miq. (1859)
- Podocarpus totara G.Benn. ex D.Don (1832)
- Podocarpus transiens (Pilg.) de Laub. (1984)
- Podocarpus trinitensis J.Buchholz & N.E.Gray (1948)
- Podocarpus urbanii Pilg. (1903)

### Espèces reclassées dans d'autres genres
- Podocarpus andinus Poepp. ex Endl., voir Prumnopitys andina (Poepp. ex Endl.) de Laub.
- Podocarpus falcatus (Thunb.) R.Br.ex Mirb., voir Afrocarpus falcatus (Thunb.) C.N.Page
- Podocarpus nagi (Thunb.) Zoll.& Moritzi ex Makino, voir Nageia nagi (Thunb.) Kuntze

## Utilisation
- Arbres d'ornement :

Plusieurs espèces de Podocarpus sont cultivées comme arbres d'ornement dans les parcs et jardins sous climats doux, ils peuvent aussi être formés en haies, espaliers ou écrans. Ils sont appréciés pour leur port et leur feuillage vert foncé. C'est notamment le cas de Podocarpus macrophyllus, connu aussi sous son nom japonais, Kusamaki, ou à l'occasion comme « pin bouddhiste », Podocarpus salignus originaire du Chili, Podocarpus nivalis comme petit arbuste aux baies rouges attractives.
Certaines espèces reclassées dans les genres Nageia, Prumnopitys et Afrocarpus sont encore vendues erronément sous le nom de Podocarpus.
- Bonsaï :

C'est principalement l'espèce Podocarpus macrophyllus qui est employée à cet usage.

## Étymologie
- Le nom générique Podocarpus vient du grec pous, podos, le pied - et karpos,  le fruit, en référence aux pédoncules charnus des fruits. Il a été créé par le botaniste français Charles Louis L'Héritier de Brutelle (1746-1800).